# Gorica, Montenegro
Gorica är en ort i Montenegro. Den ligger i den centrala delen av landet, 18 km nordväst om huvudstaden Podgorica. Gorica ligger 52 meter över havet och antalet invånare är 165.
Terrängen runt Gorica är varierad. Runt Gorica är det ganska glesbefolkat, med 48 invånare per kvadratkilometer. Närmaste större samhälle är Podgorica, 17,6 km sydost om Gorica. Omgivningarna runt Gorica är en mosaik av jordbruksmark och naturlig växtlighet.